# Lepadella patella
Lepadella patella is een raderdierensoort uit de familie van de Lepadellidae. De wetenschappelijke naam van de soort werd in 1786 als Brachionus patella gepubliceerd door Otto Frederik Müller.